# День чебака (праздник)
День чебака — этнографический праздник, который отмечается в станице Старочеркасской Аксайского района Ростовской области.

## История
Дон известен своими обширными рыбными запасами, среди которых выделяется рыба лещ, которую местные жители называют «донским чебакой». В честь рыболовных донских традиций сентябре, в станице Старочеркасской проводится праздник «День чебака». В празднике принимают участие профессиональные рыбаки и любители, спортсмены, сотрудники музеев, творческие коллективы, туристы и студенты. Во время праздника можно посетить действующую выставку, тематика которой — рыболовство на Дону и ярмарку, организованную для продажи рыбной продукции. Для посетителей праздника проводятся викторины и конкурсы. Во время проведения мероприятий можно узнать дополнительную информацию о приготовлении донской ухи. В рамках проведения этнографического праздника проходит показ видеофильмов про обитателей водоемов и рассказывается история развития рыболовства на Дону. Работает ярмарка изделий народных промыслов. Этнографический праздник проводится на территории Старочеркасского историко-архитектурного музея-заповедника, организатором выступает Ростовский областной музей краеведения и Старочеркасский историко-архитектурный музей-заповедник.
В 2009 году в программе празднования были соревнования по рыбной ловле и подведение их итогов, показательные выступления, выставка-ярмарка изделий декоративно-прикладного искусства, шоу-программа и театрализованное представление.